# バック・ドミトリー・ボーイズ
バック・ドミトリー・ボーイズ（中: 后舍男生 hòu shè nán shēng ホウシュナンション、英: Back Dorm Boys Houshe BoysやTwo Chinese Boysと表記されることもある）は、インターネットでの人気を発端として誕生した中国大陸のコンビ芸人である。

## 経歴
2004年、中国広東省にある広州美術学院在学中に学生寮のルームメイトであった二人組により自然発生したユニット。バックストリート・ボーイズの曲にあわせて、寮部屋のパソコンに設置したカメラで口パクと顔、衣装などで歌う真似を撮影し、大学内のネットワークを使って友人に見せたのが始まり。この動画がYouTubeを通じ国境を越えて爆発的にヒットした。日本ではYouTubeのほか、学校へ行こう!MAXで紹介されて知名度が上がった。彼らのパフォーマンスをエアボーカルと名付けたのはこの番組である。2006年2月芸能プロダクション太合麦田と契約。同年6月広州美術学院彫塑系本科を卒業、10月には北京へ移り住み、以来本格的に芸能活動を開始。2007年8月シングル「哦咦哦咦啊」で歌手デビュー。口パクからスタートした芸歴に因み、口偏を持つ文字のみを使った曲名となっている。

## コンビ名の由来
コンビ名の后舍男生はバックストリート・ボーイズの中国名である后街男孩（ホウジェナンハイ）をもじったものである。結成当初より他のアーティストのエアボーカルも行っており、中国のネット上では后舍男生のほか広美男生（広州美術学院の男子学生の意）や后宿舍男孩（宿舎裏の男の子）、あるいは単に両位男生（二人の男子学生）など複数の呼び名が混在していたが、2005年6月25日にCRI（中国国際放送）のラジオ番組出演の際に后舍男生を正式名とすると発言し、その後この名が定着することとなった。
なお英語名については、2005年に注目されて以来、Back Dorm Boysがファンの間では比較的定着していたが、これは本人達が名乗ったものではなかった。彼らが初めて英語名を名乗ったのは2007年11月にYouTubeにアップロードされた動画においてであり、そこではHoushe Boysと名乗っている。

## メンバー
韋 煒（ウェイ・ウェイ）
愛称：小LONG（シャオロン）、VIVI（ヴィヴィ）。身長189cm、体重89kg、生年月日1982年10月18日、本籍地中国広西チワン族自治区。
黄 芸馨（ホアン・イーシン）
愛称：大LONG（ダァロン）、小節（シャオジェ）。身長173cm、体重58kg、生年月日1982年11月16日、本籍地中国広東省掲陽市。
ふたりは少年宮、広州美術学院附属中学（日本の高校にあたる）、大学とともに過ごした親友である。大学からの学友である肖静（次項参照）と同学年ながら生まれ年が異なるのは、かつて附属中学が五年制であったため。

### 謎の三人目
肖 静（簡体字：肖 静　ピン音：xiāo jìng　発音転記：シャオジン）
身長170cm、体重62kg、生年月日1984年7月18日、本籍地中国湖南省。
常に画面後方でカメラに背を向けてコンピューターゲームをしている。好きなゲームはカウンターストライク。大学卒業後は芸能界入りせず、一般企業へ就職。

## エアボーカル作品
注）適宜簡体字を併記。
- 2005年03月 『第一集As Long As You Love Me』バックストリート・ボーイズ
- 2005年04月 『第二集分開旅行（分开旅行）』劉若英＆黄立行
- 2005年05月 『第三集I Want It That Way』バックストリート・ボーイズ
- 2005年07月 『第四集童話（童话）』光良
- 2005年12月 『第五集不得不愛（不得不爱）』潘瑋柏（潘玮柏）＆弦子
- 2006年06月 『第六集Don't Lie』ブラック・アイド・ピーズ
- 2007年01月 『第七集We Will Rock You（ウィ・ウィル・ロック・ユー）』クイーン
- 2007年03月 『第八集The Perfect Day』麦田守望者
- 2007年09月 『第九集オイオイア（哦咦哦咦啊）』后舍男生
- 2007年12月 『第十集Merry Christmas』香港のTVB（無綫電視）ドラマ『難兄難弟』主題歌
- 2008年07月 『第十一集海盗船長』后舍男生
- 2008年12月 『公認第十一集Hey Juliet』LMNT（オリンパス中国TVCM曲）

## その他の映像作品
- 2005年06月 『Get Down』バックストリート・ボーイズ： 21CN独占インタビューのための即興。
- 2005年08月 『Radio In My Head』朴樹（朴树）： 中国モトローラ携帯電話広告。
- 2006年04月 『説唱臉譜（说唱脸谱）』謝津（谢津）： フルコーラスではなく曲の一部を使用。新作を待つファンへ贈る、京劇衣装での小品（新浪・后舍男生特集ページ参照）として発表。
- 2006年04月 『Dadada』： サッカーワールドカップ開催時、ペプシコーラのイベントサイトMy Dadadaにて公開された。
- 2006年07月 『A Public Affair』ジェシカ・シンプソン： YouTubeにアップロードされ、元曲発売当時ジェシカ・シンプソンオフィシャルサイトで紹介された。
- 2006年07月 『Super Star』S.H.E： 鳳凰テレビの番組「魯豫有約（鲁豫有约）」出演時に番組内で使用された小品。
- 2007年01月 『辣妹子mix本草綱目（辣妹子mix本草纲目）』宋祖英＆周杰倫： 喜劇団麻花の舞台に参加し同曲を公演した事から『第七集We Will Rock You』の後にボーナストラック的扱いで自宅撮影分を収録。
- 2007年05月 『網助主題短片第二部』： 初めての口パクでない作品。SISCO中国の網助計画についてのメッセージビデオで、北京の王府井や地下鉄で撮影。BGMは「Feelin' So Good」ジェニファー・ロペス。
- 2008年01月 『除名状』：初のセリフ付きコント作品で、中国の求人サイト「智聯招聘zhaopin.com」の広告。タイトルとモチーフはピーター・チャン監督の映画『投名状』（邦題：ウォーロード/男たちの誓い）のパロディ。
- 2008年02月　短編ドラマ『歌声伝四方』：主演。北京五輪絡みの企画物で、バドミントン五輪代表選手の張軍がゲスト出演している。オムニバスDVD「家和万事興之 奥運、我愛你」に収録。
- 2008年08月 映画『十全九美』に出演。あわせて挿入歌「海盗船長」にも起用される。口パクではない。
- 2009年07月 上海のDragon TV（東方衛視）制作の連続ドラマ『青春進行時』に出演。韓国のシチュエーションコメディ『ノンストップ』の中国版で、男女8人が繰り広げるキャンパスコメディ。韋煒は主演の一人を演じる。役名はそれぞれ韋東根（韋煒）、黄小新（黄芸馨）。彼らの歌う「我不是宅男」が挿入歌として使われている。